# Niek Meul

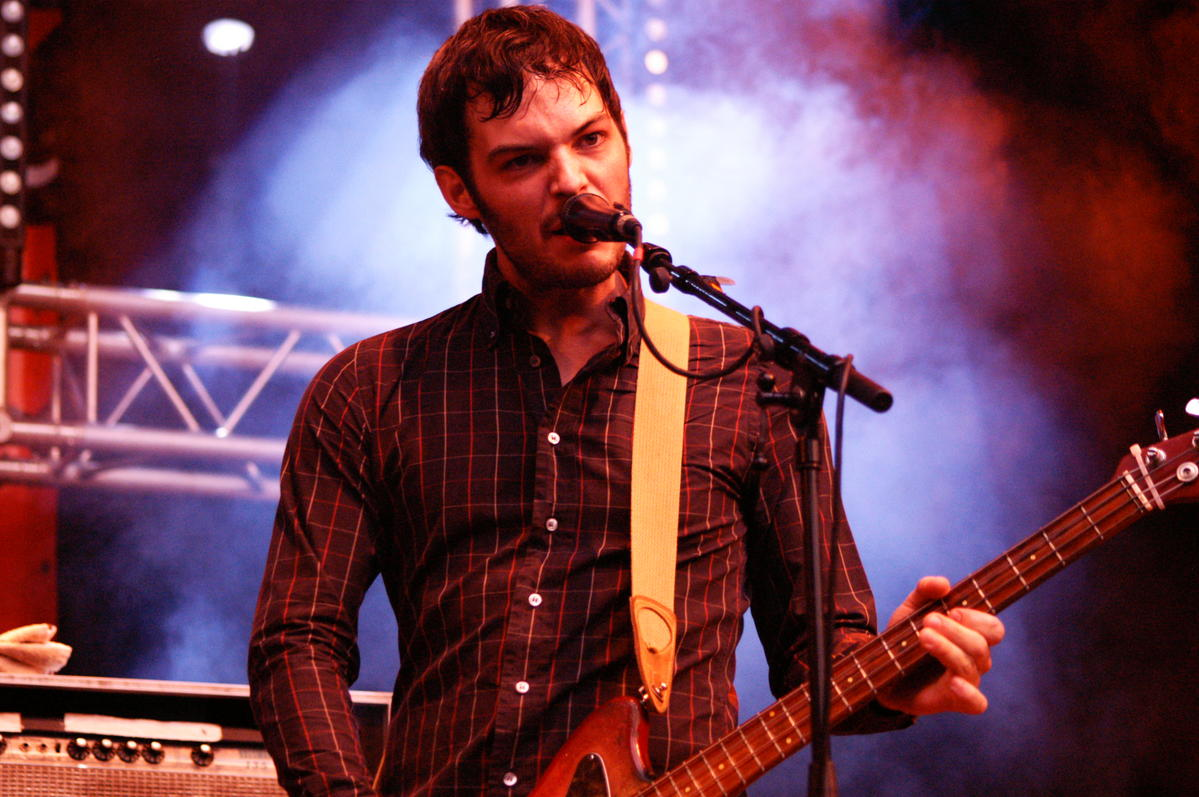
Niek Meul

Niek Meul (12 januari 1977) is een Vlaams basgitarist en muziekproducer.
Hij speelt als basgitarist bij Das Pop en woont in de Zweedse hoofdstad Stockholm, waar hij ook een eigen opnamestudio uitbaat.
Als producent tekende hij voor het eerste album van Starfighter uit 2001, Make a Sex Noise, en hun tweede album Orion uit 2005, én voor de debuut-ep van Drums Are for Parades.